# ماریا رومرو بورلا
ماریا رومرو بورلا (انگلیسی: Mara Romero Borella؛ زادهٔ ۳ ژوئن ۱۹۸۶) ورزشکار هنرهای رزمی ترکیبی و جودوکار اهل ایتالیا است. وی از سال ۲۰۱۴ میلادی تاکنون مشغول فعالیت بوده‌است.